# Risotto alla viareggina
Il risotto alla viareggina è un piatto tradizionale di Viareggio, in Toscana.

## Preparazione
Fare uno sfritto di aglio, peperoncino e zenzero, aggiungere il pesce e i molluschi salare, sfumare con vino bianco. 
Aggiungere il riso e continuare la cottura con il brodo di pesce. A fine cottura, se di gradimento, aggiungere il prezzemolo. 